# Jacinto de Carvajal
Fray Jacinto de Carvajal (geb. ca. 1587 in der Extremadura; gest. 1648) war ein spanischer Entdecker und Chronist. Er ist der Autor des Werkes Relación del descubrimiento del río Apure hasta su ingreso en el Orinoco über die Entdeckung des Flusses Apure.

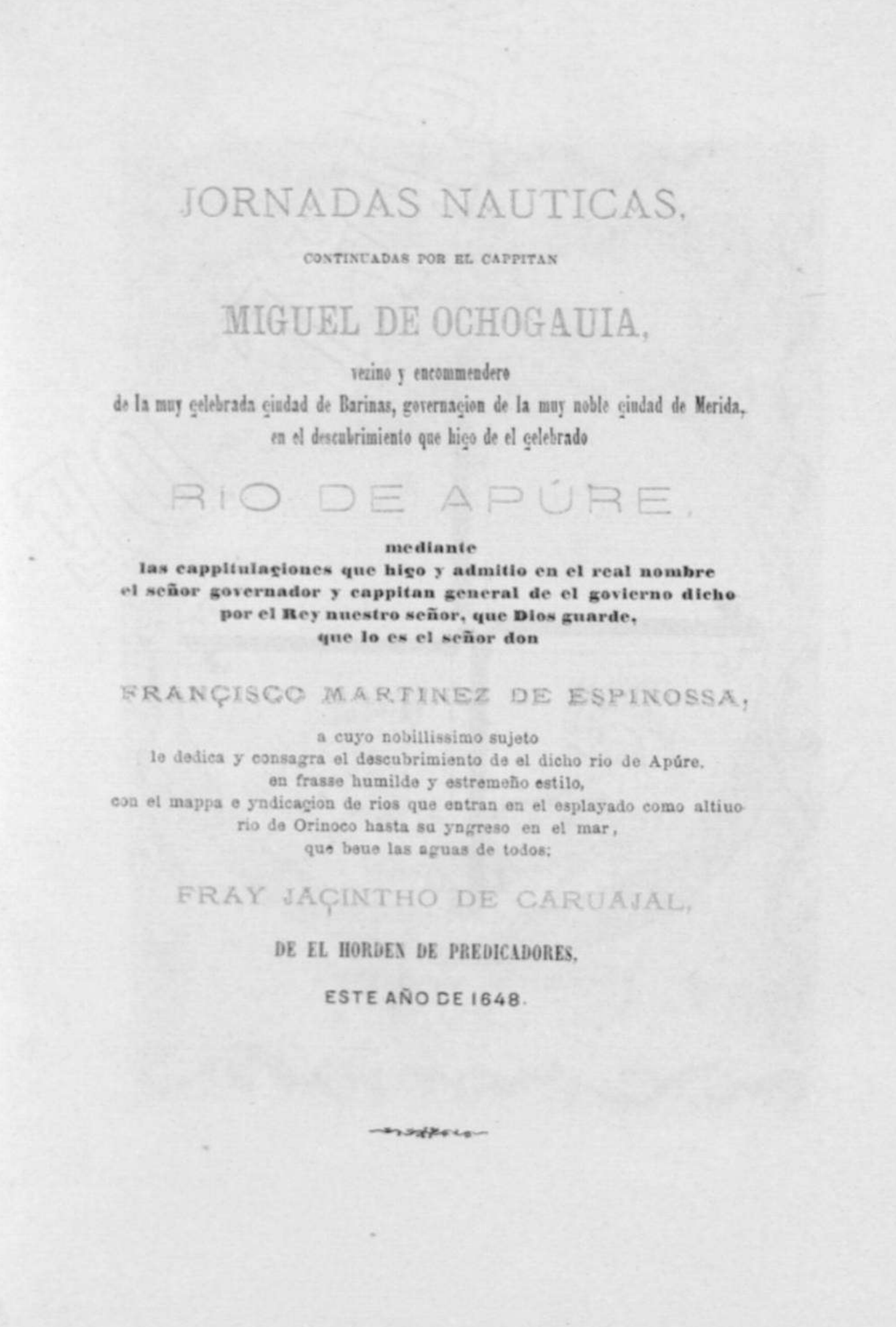
Relación del descubrimiento del río Apure von Fray Jacinto de Carvajal

## Werk
Fray Jacinto de Carvajals bekanntestes Werk ist Descubrimiento del río Apure (Die Entdeckung des Flusses Apure) bzw. mit vollständigerem Titel Relación del descubrimiento del río Apure hasta su ingreso en el Orinoco (Bericht über die Entdeckung des Apure-Flusses bis zu seiner Mündung in den Orinoco-Fluss), auch bekannt als Jornadas náuticas. Das Buch wurde 1648 geschrieben, jedoch erst 1892 in León gedruckt. Es enthält 20 Kapitel, die jeweils einen Tagesablauf beschreiben.